# Syllepte parvipuncta
Syllepte parvipuncta là một loài bướm đêm trong họ Crambidae.